# Пшеничники (Калушский район)
Пшеничники (укр. Пшеничники) — село в Выгодской поселковой общине Калушского района Ивано-Франковской области Украины.
Население по переписи 2001 года составляло 624 человека. Занимает площадь 6,42 км². Почтовый индекс — 77555. Телефонный код — 3477.